# Meteorus townesi
Meteorus townesi är en stekelart som beskrevs av Trevor Huddleston 1983. Meteorus townesi ingår i släktet Meteorus och familjen bracksteklar. Inga underarter finns listade i Catalogue of Life.